# Never Learn Not to Love
A Never Learn Not to Love Dennis Wilson szerzeménye. Először kislemezként a "Bluebirds over the Mountain" B-oldalaként, majd az 1969-es Beach Boys nagylemezen a 20/20-n jelent meg. A számot Cease to Exist néven a legendás bűnöző Charles Manson írta, és demót is készített hozzá.

## Charles Manson és a dal
Dennis Wilson 1968-ban ismerkedett meg Mansonnel, majd szárnyai alá vette az ekkor még ismeretlen sorozatgyilkost. Miután bemutatta Briannak és Carlnak is Mansont, majd közösen írtak tíz számot egy leendő debütáló albumra. Nem sokkal később megromlott Manson és Wilson kapcsolata, majd miután összeverekedtek, a kapcsolatuk is véget ért. Manson csaknem százezer dollárral tartozott Dennisnek a lemezfelvételek után, amit soha nem fizetett ki. A Beach Boys ezért úgy döntött, hogy megtartják a szerzői jogokat, és az album egyik számát, a Ceased to Exist-et Never Learn Not to Love néven végül kiadták a 20/20 című albumukon. Mansont sehol sem tüntették föl közreműködőként. 

## Zenészek
- Dennis Wilson – ének és háttérvokál, zongora
- Carl Wilson – háttérvokál, basszusgitár
- Mike Love – háttérvokál
- Alan Jardine – háttérvokál
- Brian Wilson – háttérvokál
- Bruce Johnston – háttérvokál
- Don Randi – zongora, orgona
- John Guerin – dob
- Lyle Ritz – nagybőgő

## Külső hivatkozások
- Never Learn Not to Love (Track And Backing Vocals). YouTube
- Never Learn Not to Love (A Cappella). YouTube
- Never Learn Not to Love (Sean Macreavy version). YouTube